# Alexander Lavonius
Alexander Lavonius, född 1802, död 11 mars 1875 på Årnäs  i Västergötland, var en finländsk ämbetsman, delvis verksam i Sverige. 

## Biografi
Lavonius, som hade juridisk utbildning, blev 1835 rysk legationssekreterare och 1841 rysk generalkonsul i Stockholm. Han blev sedan 1849 guvernör i Uleåborg. Alexander Lavonius adlades den 10 september 1855 och introducerades på Finlands riddarhus under nummer 224 den 14 december 1857. Efter att ha lämnat guvernörsämbetet (årtal okänt, senast 1861) bosatte han sig på egendomen Haiko nära Borgå men flyttade 1870–1871 med sin familj över till Stockholm. Han dog 1875 och slöt själv sin ätt på svärdssidan. Han var finländskt statsråd.
Alexander Lavonius var gift med Sofia Rosina von Haartman (1821–1889), dotter till Carl Daniel von Haartman, samt dotterdotter till biskop Frans Michael Franzén. Deras barn var Carl Alexander (1843–1860), Maria (1846–1915), först gift med Ernst Linder d.ä. och sedan med Oscar Ekman, Ebba Charlotta Lovisa (1850–1927), tysk prinsessa med  namnet Ebba zu Solms-Braunfels, död barnlös, och Anna (1858–1935), gift med bankdirektören Henrik Palme.
Alexanders farfars farfar var Jordanus Lavonius, död 1735, kaplan (komminister) i Säminge invid Nyslott i Finland.